# Verbascum obtusifolioides
Verbascum obtusifolioides är en flenörtsväxtart som beskrevs av Hub.-mor.. Verbascum obtusifolioides ingår i släktet kungsljus, och familjen flenörtsväxter. Inga underarter finns listade i Catalogue of Life.